# Взрывающиеся крысы
Взрывающаяся крыса (англ. explosive rat), она же крыса-бомба (англ. rat bomb) — оружие, разработанное британским Управлением специальных операций во время Второй мировой войны для боевых действий против Германии.

## Описание
Подобную идею в Управлении специальных операций предложили ещё в 1941 году после серии медицинских экспериментов на грызунах. Британцы начиняли крысиный труп взрывчаткой, а крысу планировалось подбросить в любую немецкую котельную. Предполагалось, что немецкий служащий, обнаруживший крысу, бросит её в огонь, и это приведёт к детонации взрывчатого вещества и последующему взрыву. В теории крысиную тушку можно было начинить и взрывчаткой, срабатывающей дистанционно или после определённого промежутка времени.

## Применение
Британцы решили подбрасывать крыс в котельные немецких поездов, завод, фабрик и электростанций. Несмотря на хорошую идею, утечка информации привела к тому, что сведения о крысиных бомбах попали в руки немцев.
В реальности же этот проект так и не был реализован, поскольку первые же планы подбросить крыс были перехвачены немцами. Немцы переоценили важность британского проекта и стали не только массово отлавливать крыс и показывать их в военных школах, но и тщательно исследовать возможности создания крысиных бомб. Это британцы сочли отличным отвлекающим манёвром, сказав, что утечка информации вызвала среди немцев куда большую панику, чем возможное использование крыс на практике.